# Caso dos Paióis de Tancos
O Caso dos Paióis de Tancos, também conhecido por Assalto (ou Roubo) dos Paióis Nacionais de Tancos, é uma polémica desencadeada por um assalto ocorrido em 27 de junho de 2017, na qual foram furtados diversos artigos de material de guerra do Exército Português que se encontravam depositados nos Paióis Nacionais de Tancos (PNT, um complexo de paióis localizado próximo da freguesia com o mesmo nome).
Este assalto tornou públicas as graves falhas de segurança e fiscalização desta instalação militar e tornou-se um embaraço para a chefia do Exército. Esta polémica transformou-se num escândalo, quando se descobriu que a Polícia Judiciária Militar (PJM) encenou a recuperação deste material, em coordenação com os assaltantes, de forma a obter o mérito pela sua resolução.
Após uma disputa relativamente à liderança da investigação, entre a PJM, o Ministério Público (MP) e a Polícia Judiciária (PJ), e esta última ter descoberto e denunciado o encobrimento da encenação, seguiu-se uma segunda investigação (Operação Húbris) que resultou na detenção de vários elementos envolvidos (tanto no assalto, como na encenação) e na demissão de várias personalidades relevantes, das quais se destacam o então Ministro da Defesa, José Azeredo Lopes e o Chefe do Estado-Maior do Exército, General Rovisco Duarte.
Foram a julgamento 23 arguidos. Destes, nove foram acusados de planear e executar o furto do material militar dos paióis nacionais e os restantes catorze (entre eles o ex-Ministro da Defesa), da encenação que esteve na base da recuperação do equipamento. Apenas 11 dos 23 arguidos foram condenados. João Paulino, o autor confesso do furto, foi condenado por terrorismo, assim como os arguidos Hugo Santos e João Pais. João Paulino foi condenado a oito anos de prisão efetiva por terrorismo e tráfico de estupefacientes. José Azeredo Lopes foi absolvido de todos os crimes pelos quais foi acusado.

## Paióis Nacionais de Tancos
Paióis Nacionais de Tancos é a designação dada ao complexo de paióis do Exército Português que servia de depósito para um elevado número de artigos militares (principalmente, material de guerra), localizado na freguesia de Tancos, Vila Nova da Barquinha (Santarém), junto ao Quartel General da Brigada de Reação Rápida (BRR).
Esta infraestrutura era composta por 18 paióis, com uma área de 40 hectares e um perímetro de cerca de 2700 m, cercada por uma vedação dupla, espaçada cinco metros entre si. A vedação periférica interior era acompanhada de iluminação a cada vinte metros. O local estava envolvido por uma rede simples e tinha uma única entrada, com uma casa da guarda onde era efetuado o controlo de acessos.
A segurança desta infraestrutura era guarnecida por sentinelas provenientes de várias unidades militares:
- Regimento de Engenharia 1 (RE1), Tancos;
- Regimento de Paraquedistas (RPára), Tancos;
- Regimento de Infantaria 15 (RI15), Tomar;
- Unidade de Apoio Geral de Material do Exército (UAGME), Benavente.

A força de sentinelas era mudada na manhã de cada dia, em turnos de 24 horas. Cada unidade militar ficava incumbida de guarnecer os PNT com sentinelas, durante um mês, sendo depois a missão assegurada pela unidade seguinte, de forma rotativa. Esta missão era levada a cabo em coordenação com a Unidade de Apoio da BRR (UABRR).
Devido a possuir graves falhas de segurança (as vedações estavam deterioradas, o sistema de vídeo-vigilância não funcionava e a segurança era sistematicamente negligenciada pelos sentinelas) e na sequência do assalto de que foi alvo, esta instalação militar foi desativada, sendo o material em depósito transferido para outros paióis do Exército.

## O Assalto

### Planeamento e suspeita do MP
Um grupo de assaltantes, liderado pelo ex-fuzileiro João Paulino, planeou um assalto aos PNT, tendo em vista o furto de material de guerra à guarda de militares do Exército Português, iniciando os preparativos e reconhecimentos ao local, em março de 2016. Este planeamento foi levado a cabo com o auxílio de um informador interno, o Segundo-Furriel Filipe Sousa, que desempenhava funções no Batalhão de Engenharia do RE1. Este Sargento desempenhava regularmente a função de comandante da força de sentinelas dos PNT, pelo que tinha um elevado conhecimento relativamente às falhas de segurança do perímetro dos PNT, as horas habituais das rondas dos sentinelas e o material que estaria à sua guarda.
O Grupo de assaltantes era composto pelos seguintes elementos:
- João Paulino (ex-fuzileiro, líder do grupo);
- António José Laranginha, (com alegadas ligações ao tráfico de estupefacientes e de armas, incluindo o furto de 57 pistolas Glock, da PSP);
- João Pais "Caveirinha" (amigo de Paulino, estava referenciado pelo MP por tráfico de drogas e armas);
- Gabriel Moreira "Tije";
- Fernando Santos "Baião" (amigo e sócio de Paulino, acabou por cortar relações com este, pouco depois do furto, e emigrou para a Suíça);
- Valter Abreu "Pisca" (residente em Aveiro e tio de Filipe Sousa, estava referenciado pelos autoridades por tráfico de haxixe);
- Hugo Santos (dono da viatura que transportou o grupo até ao local do crime);
- Filipe Sousa (Segundo-Furriel do RE1, informador do grupo e comandante da segurança dos PNT na noite do assalto);
- Paulo Lemos "Fechaduras" (não participou diretamente no assalto, mas indicou que material deveria ser usado para quebrar os cadeados dos paióis).

Segundo o Ministério Público (MP), o grupo dedicava-se ao tráfico de droga, com alguns negócios também no mercado negro do tráfico de armas. Laranginha era o mais experiente neste setor e terá sido ele, segundo o testemunho de alguns dos arguidos, que terá dito que iria contactar gente ligada à organização terrorista ETA, para possível destino dos explosivos. Laranginha está também constituído arguido no processo do furto de 57 pistolas Glock da PSP, em 2017, sob suspeita de as ter traficado para fora do país.
Durante o planeamento, uma fonte desconhecida alertou o MP de que estaria a ser preparado um assalto a instalações militares na zona centro, o que motiva o MP a abrir um inquérito-crime. Este alerta foi, no entanto, considerado "demasiado superficial", sendo  o pedido do MP desconsiderado, o que resultou também em que o Exército não fosse avisado deste alerta. No entanto, o diretor da Polícia judiciária (PJ) Luís Neves afirmou, na posterior Comissão Parlamentar de Inquérito, que o inspetor da judiciária que recebeu a denúncia partilhou-a com um oficial da Polícia Judiciária Militar (PJM).

### Assalto
Na noite de 27 de junho de 2017, o grupo de assaltantes deslocou-se para as imediações dos PNT numa pick-up Skoda, sem vidros e de caixa fechada. Nessa noite, os paióis eram guarnecidos por sentinelas do RE1, comandados pelo Segundo-Furriel Filipe Sousa, que os informou de que, nessa noite, não deveriam levar a cabo as habituais rondas ao perímetro. Após infiltrarem-se no perímetro dos PNT, os arrombaram as fechaduras de vários paiolins (paióis de dimensões reduzidas) e carregaram o material de guerra para a viatura, abandonando posteriormente o local. Após considerarem que já se tinham distanciado o suficiente do local do crime e já se encontravam em segurança, o grupo enterrou o material furtado num terreno junto ao antigo restaurante da avó materna de João Paulino, em Carregueiros, a cerca de 30 quilómetros dos PNT.
O furto do material de guerra apenas foi detetado na tarde do dia seguinte, pelas 16h30, pelos sentinelas que tinham rendido os anteriores nessa manhã. Esta patrulha verificou que dois dos paiolins tinham as fechaduras arrombadas.

A 29 de junho de 2017, o Estado-Maior do Exército divulgou um comunicado, dando a conhecer alguns detalhes do sucedido:
"DESAPARECIMENTO DE MATERIAL MILITAR
O Exército informa que foi detetada ontem ao final do dia a violação dos perímetros de segurança dos Paióis Nacionais de Tancos, à qual se associa o arrombamento de dois paiolins. Verificou-se o desaparecimento de material de guerra, especificamente granadas de mão ofensivas e munições de calibre 9 milímetros. Os incidentes foram detetados por uma ronda móvel, elemento do sistema de segurança dos Paióis. A Polícia Judiciária Militar foi chamada ao local, tomou conta da ocorrência e iniciou averiguações, tendo já sido informado o Ministério Público e a Polícia Judiciária. O Chefe de Estado-Maior do Exército, General Rovisco Duarte, informou SExa o Ministro da Defesa que acompanha o desenrolar das investigações."
Mais tarde, vários órgãos de comunicação social divulgaram a lista completa de material furtado:
- Munições de 9mm (1450);
- Disparadores de tração lateral (24);
- Granadas de mão ofensivas M962 (30) e M321 (120, 30 delas inertes, para instrução)
- Granadas de gás lacrimogéneo CM M/968 (10), Triplex CS (2) e CS/MOD M7 (6);
- Disparador de descompressão (1);
- Iniciadores IKS (60);
- Lâminas explosivas KSL (30,5);
- Explosivo plástico PE4A (264), não constantes do relatório inicial;[27]
- Cargas de corte CCD20 (57), CCD30 (15) e CCD10 (30);
- Bobinas de arame de tropeçar (22);
- Lança-granadas foguete antitanque M72A3-M/986 LAW (44).

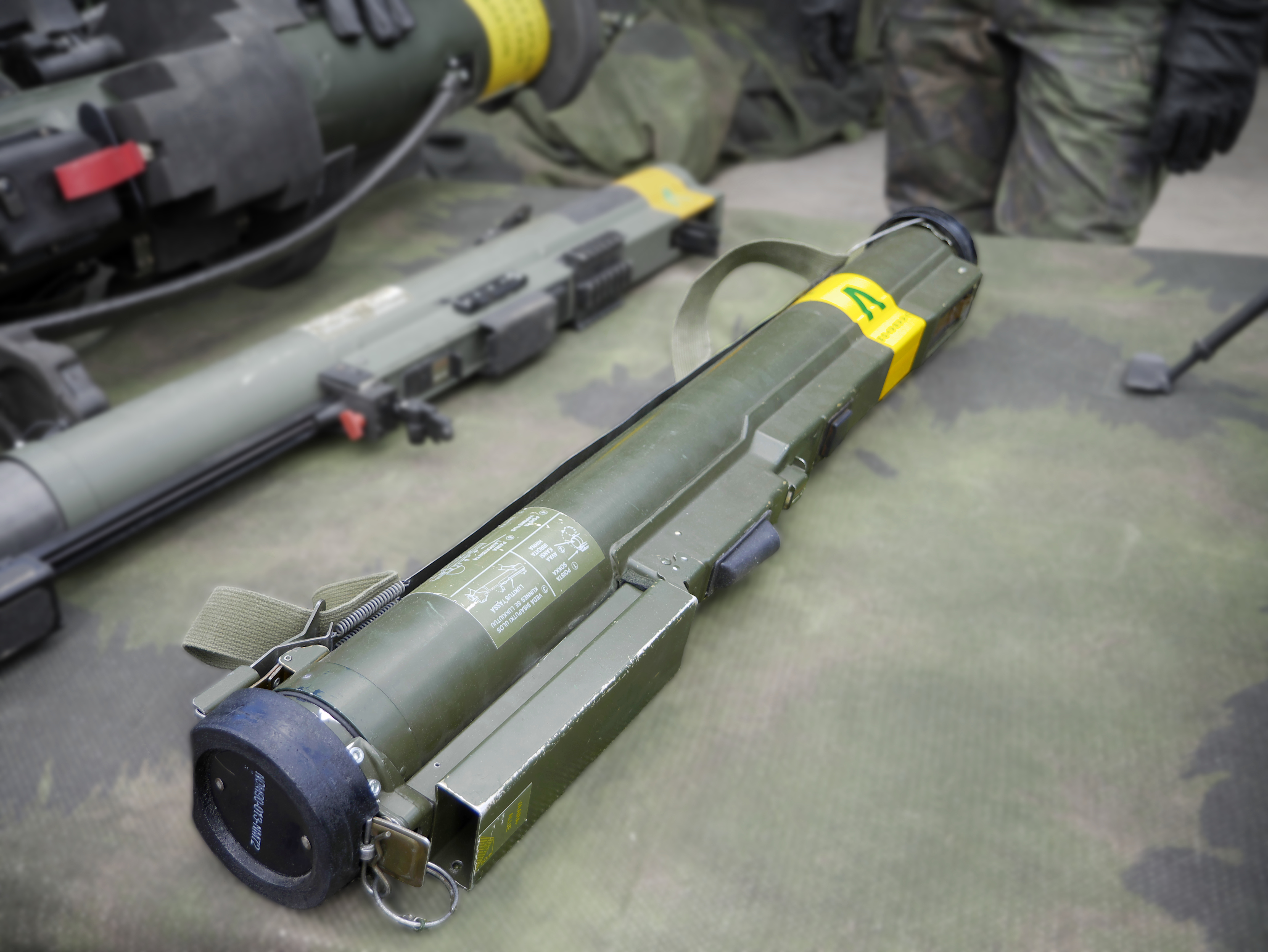
Lança-granadas foguete M72 LAW.
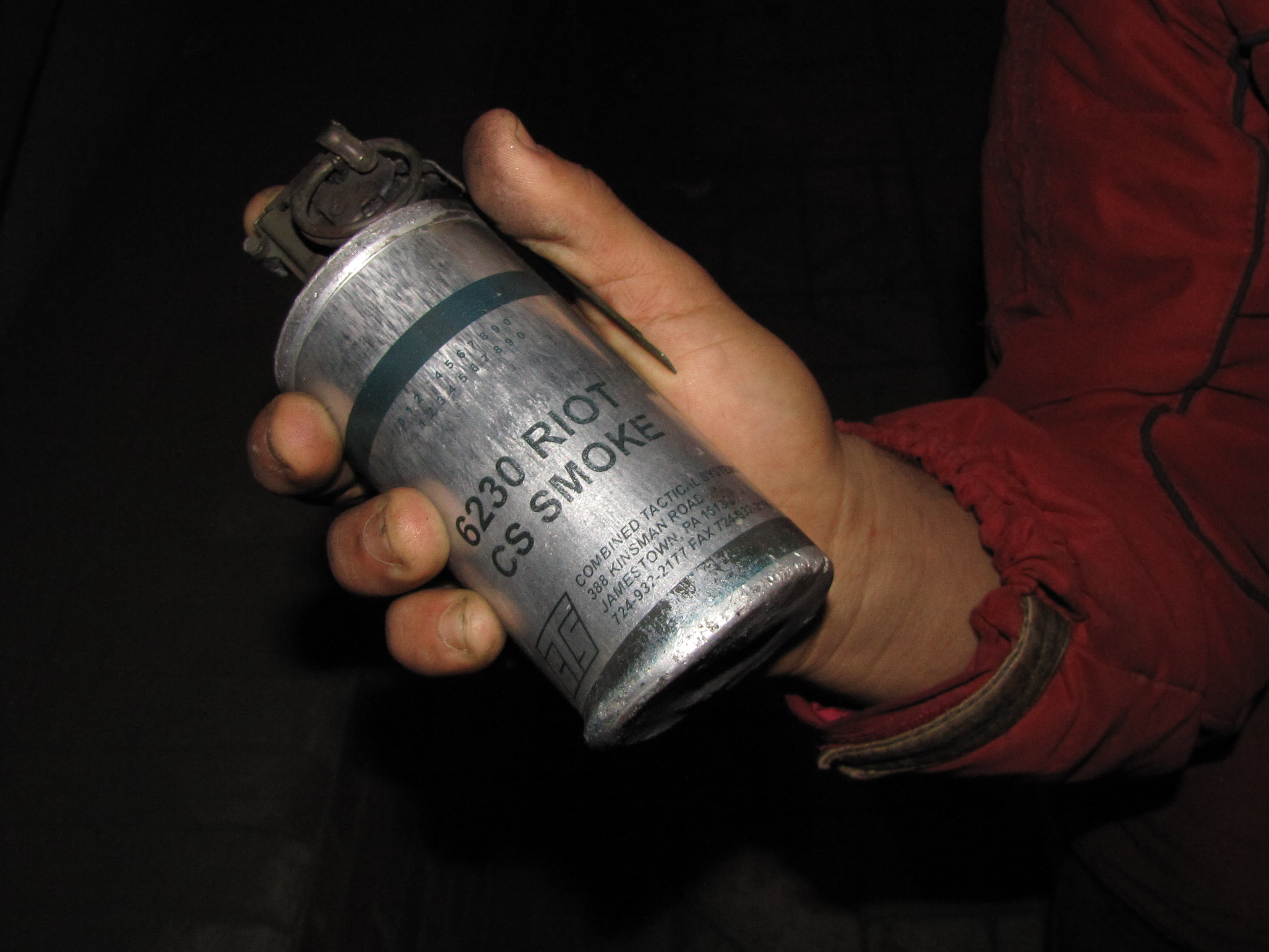
Granada de gás lacrimogéneo CS.
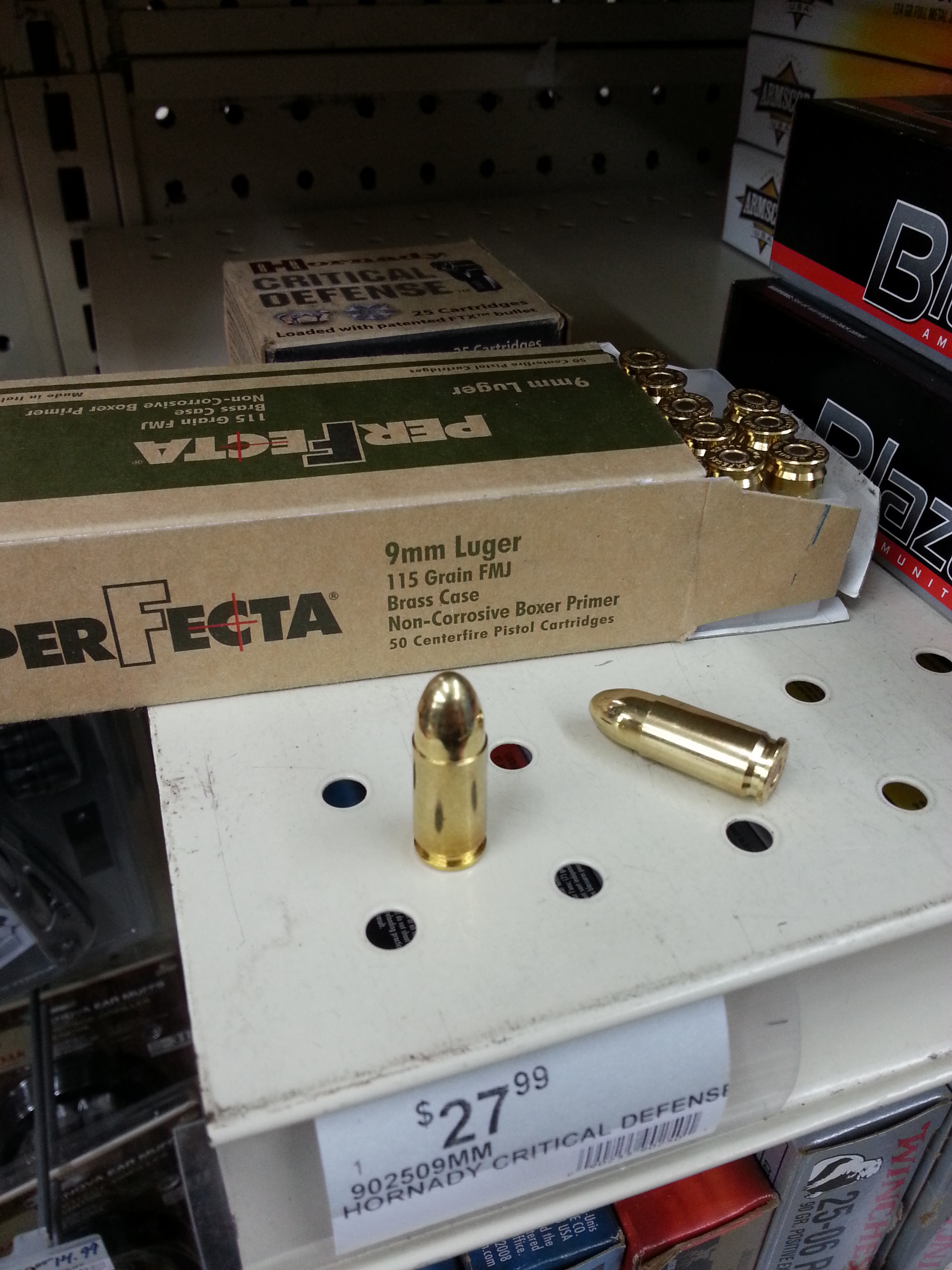
Munições 9mm.
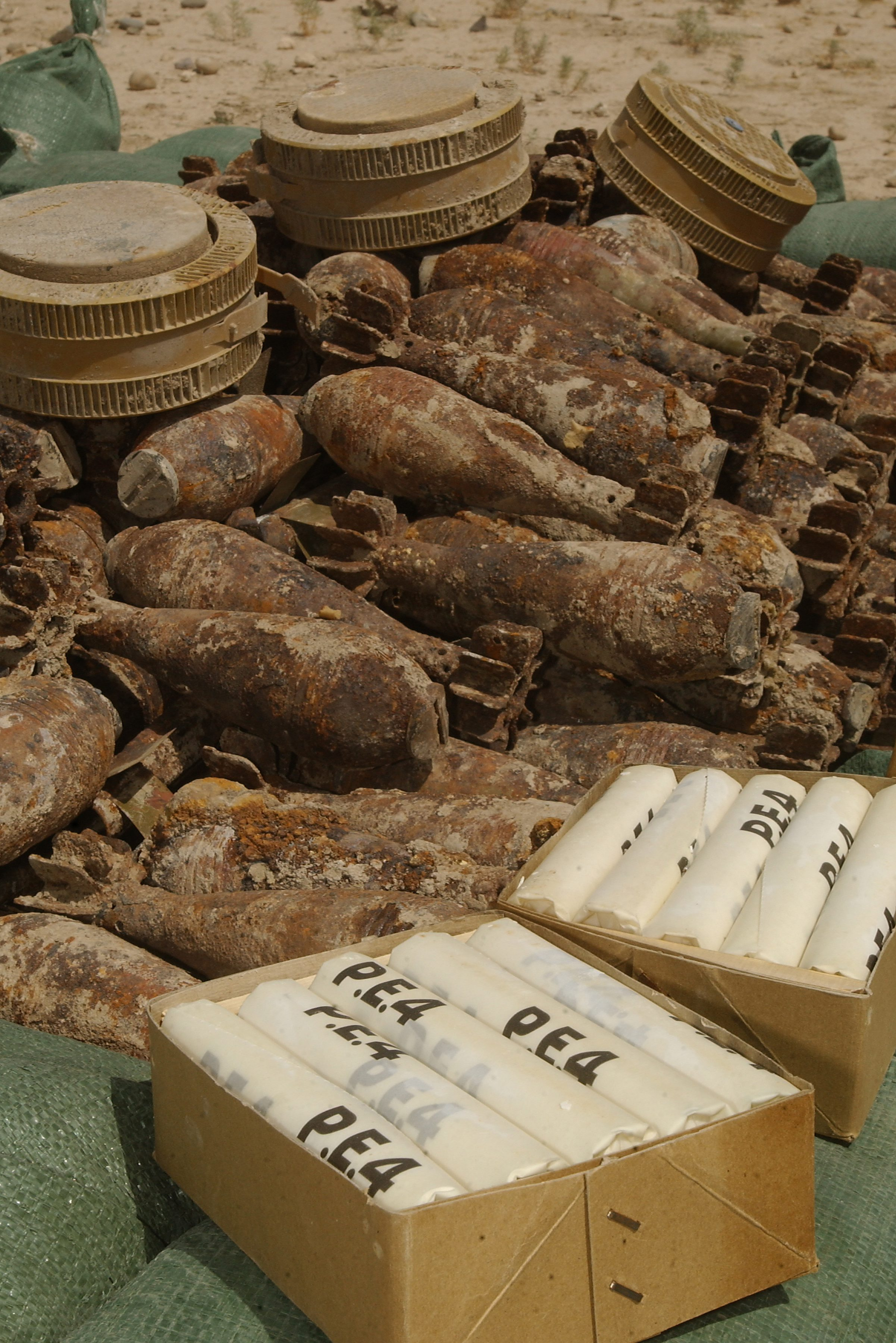
Explosivo plástico PE4 (em baixo, dentro de caixas).

## Investigação e recuperação do material furtado

### Investigação inicial
A secretária-geral do Sistema de Segurança Interna (SSI), Helena Fazenda, que tomou conhecimento do assalto pela comunicação social, convocou uma reunião da Unidade de Coordenação Anti-Terrorista (UCAT), com os chefes máximos das polícias, magistrados do MP, o então diretor do Departamento Central de Investigação e Ação Penal (DCIAP), Amadeu Guerra, e o Chefe de Estado-Maior-General das Forças Armadas (CEMGA), General Pina Monteiro. Nesta reunião, realizada mais de 48 horas depois do assalto ter sido detetado, discutiram-se os possíveis cenários e riscos relacionados com o furto, debatendo-se o possível envolvimento de grupos de crime organizado ligados ao tráfico de armas ou terrorismo. No entanto, foi decidido que não era necessário aumentar o grau de ameaça à segurança do país.
Após a análise do caso na reunião da UCAT, a Unidade Nacional de Contraterrorismo (UNCT) da PJ é empenhada no caso. O MP abre inquérito ao sucedido por suspeitas da prática dos crimes de associação criminosa, tráfico de armas internacional e terrorismo. A investigação passa a ser liderada pela PJ, através da sua Unidade Nacional de Contraterrorismo (UNCT), com a colaboração da PJM. Pretendia-se que as duas equipas de investigação trabalhassem sob um mesmo comando.
No dia 1 de julho de 2017, O Chefe do Estado-Maior do Exército, General Rovisco Duarte, anunciou a exoneração temporária dos comandantes das cinco Unidades responsáveis pela segurança dos PNT:
- Coronel Paulo de Almeida, Regimento de Engenharia 1 (RE1), em Tancos;
- Coronel Hilário Peixeiro, Regimento de Paraquedistas (RPára), em Tancos;
- Coronel Ferreira Duarte, Regimento de Infantaria 15 (RI15), em Tomar;
- Coronel Amorim Ribeiro, Unidade de Apoio Geral de Material do Exército (UAGME), em Samora Correia;
- Tenente-Coronel Teixeira Correia, Unidade de Apoio da Brigada de Reação Rápida (UABRR), em Tancos.

Rovisco Duarte afirmou que esta decisão tinha sido tomada, porque "Não quero que haja entraves às averiguações e decidi exonerar os cinco comandantes das unidades que de alguma forma estão relacionadas com estes processos". Estes comandantes seriam reintegrados nos respetivos comandos, dias depois.
Na sequência das primeiras investigações internas, o Exército apura que, no dia do assalto, as patrulhas não fizeram rondas durante 24 horas. Como consequência, são instaurados processos disciplinares a quatro militares que prestavam serviço no RE1, sendo a pena mais gravosa aquela aplicada ao Segundo-furriel Filipe Sousa, punido em proibição de saída do quartel durante 15 dias, por ter sido provado que "não mandou fazer as rondas como estava previsto na norma de execução permanente".

#### Comissão Parlamentar de Inquérito
Membros da Assembleia da República Portuguesa, organizados em Comissão Parlamentar de Inquérito, procederam ao interrogatório de várias personalidades que consideraram relevantes para o esclarecimento das circunstâncias que possibilitaram que o assalto ocorresse.

O ex-comandante do Regimento de Paraquedistas, Coronel Vasco Pereira, foi interrogado várias vezes, considerando que o efetivo habitual de oito sentinelas era "justo" e "suficiente":
"As missões militares, normalmente, traduzem-se por uma justeza de recursos. Os recursos são escassos, todos eles, e, portanto, normalmente as missões militares dispõem dos recursos estritamente necessários ao seu cumprimento. É uma característica. Dito isto, não podemos dizer que oito homens permitam uma grande folga, mas também verifiquei os relatórios e efetivamente é-me referido que é um efetivo justo, suficiente." Coronel Vasco Pereira, Comissão Parlamentar de Inquérito
Ainda no contexto deste Inquérito, Vasco Pereira afirmou que a exoneração dos cinco comandantes das Unidades Militares que forneciam sentinelas para os Paióis Nacionais de Tancos "causou mal-estar no Exército". e considerou que o assalto tinha sido perpetrado por "um bando de amadores".

### Desentendimento entre PJM, MP e PJ
Em 4 de julho de 2017, o Presidente da República Marcelo Rebelo de Sousa visita os PNT e defende apuramento de "tudo, de alto a baixo, até ao fim, doa a quem doer". Nesta visita estiveram também as as altas chefias militares, incluindo o Coronel Luís Vieira (então, diretor da PJM), que declara polemicamente que o MP e a PJ sabiam há vários meses que estava a ser preparado um assalto a instalações militares naquela região, e que ninguém tinha avisado as Forças Armadas.
Esta afirmação seria desmentida quer pela ex-Procuradora Geral de República, Joana Marques Vidal, quer pelo diretor da PJ, Luís Neves, na Comissão Parlamentar de Inquérito. Neves garantiu que a PJM tinha conhecimento desta informação, desconhecendo a razão pela qual esta não a teria transmitido às chefias do Exército. Os mesmos declararam que, ao revelar a investigação em aberto, Luís Vieira teria comprometido o trabalho do MP e da PJ, pois teria alertado publicamente os suspeitos que sobre a vigilância que estavam já a ser sujeitos.
Luís Vieira alegaria mais tarde, na CPI, que pediu a Marcelo que intercedesse junto ao governo para que a investigação voltasse à PJM, embora esta alegação tenha sido desmentida pelo Presidente.
Em 4 de agosto de 2017, segundo o MP, Luís Vieira terá entregue ao Ministro da Defesa Azeredo Lopes um documento sobre a investigação, em segredo de justiça. Esta informação foi, no entanto, posta em causa pelo próprio, durante a CPI, alegando que nessa data, pressentindo problemas na investigação (que já tinha passado para a PJ), teria redigido um memorando com o seu entendimento legal de quem devia estar a investigar o caso, e considerando que a Procuradora-Geral tinha dado uma "ordem ilegal" ao passar o processo para a PJ civil. O coronel garantiu ainda que mandou também uma cópia deste documento para Marcelo Rebelo de Sousa e para o Primeiro-Ministro, António Costa.
No mesmo dia, é também assinado um parecer do penalista Rui Pereira, ex-Ministro da Administração Interna do governo de José Sócrates, no qual põe em causa a decisão da Procuradoria-Geral da República a decisão de ter transferido a investigação da PJM para a PJ. Nesta altura, já era pública a "guerra" entre as duas polícias. Este parecer teria sido pedido pela PJM.

### Recuperação (encenada) do material furtado
Nesta altura existia já, sobre os assaltantes, uma enorme pressão da vigilância da PJ, bem como o inesperado impacto mediático a nível nacional, que impossibilitava o escoamento do material furtado. Em 30 de agosto, João Paulino ter-se-à encontrado com Bruno Ataíde, militar da GNR de Loulé, em Albufeira, e terão iniciado as conversações para a entrega das armas. O Sargento Lima Santos foi informado da conversa e contactou o seu conterrâneo e amigo pessoal da PJM, Mário Lage de Carvalho.
De acordo com o despacho do MP em que constitui arguido o ex-ministro da Defesa (em julho de 2019), Azeredo Lopes terá sido informado nesta altura, pelo ex-diretor da PJM, que estava em curso uma negociação com um informador, à revelia do MP e da PJ, para a recuperação do material.
Em 17 de outubro, Lima Santos, Bruno Ataíde e Paulino encontram-se em Tomar e vão ao restaurante encerrado da avó materna de Paulino, em Carregueiros, buscar as armas. Utilizaram depois uma carrinha da PJM para transportar o material para um baldio perto da Chamusca. Depois de descarregar as armas, fizeram um telefonema anónimo, combinado com a PJM, para dar início à operação encenada da recuperação do material.
No dia seguinte, o material foi apreendido pela PJM. Esta alegou que tinha recebido um telefonema anónimo indicando a localização das caixas e que, por casualidade, estavam ali perto os militares da GNR, no âmbito de outro processo, a quem pediu apoio.
Este foi o momento chave para o esclarecimento de todo o assalto. O MP desconfiou desta operação e a PJ entrou em campo para o investigar. Com as pistas que já tinham anteriormente, cruzou informação e acabou por identificar todos os assaltantes. Neste mesmo dia a então PGR, Joana Marques Vidal, telefonou a Azeredo Lopes protestando e dando conta da ilegalidade da ação da PJM e da GNR - ou seja, no próprio dia, o ex-ministro ficou a saber oficialmente que a operação tinha sido clandestina.
Em 20 de outubro, o então diretor da PJM, Coronel Luís Vieira, desloca-se com o Major Vasco Brazão ao gabinete do ministro da Defesa. Azeredo estava fora, no Porto, e conversam com o seu chefe de gabinete, o general Martins Pereira, a quem entrega um memorando e uma fita de tempo dos acontecimentos. No texto é dito que a PJM negociou com um "informador" e que não seria comunicado à PJ a sua identidade. Azeredo assumiu na CPI que Martins Pereira lhe fez, ao telefone, "um resumo do que achou essencial" nesse memorando, e que se limitou a descrever a existência do informador e de ter sido encenada uma chamada anónima, de forma a proteger a sua identidade, para revelar localização do material.
Em 13 de dezembro, o major Vasco Brazão escreve uma carta (apreendida mais tarde pelo MP) no gabinete do diretor da PJM, na qual pede agradecimentos e louvores aos militares da GNR e da polícia que integraram a investigação. Essa proposta tem a concordância do Ministro da Defesa, que a remete para o seu colega da Administração Interna, Eduardo Cabrita, que também dá luz verde.

Nesta carta, fica explícito o objetivo de que a operação da PJM se antecipasse à da PJ:
"E, ao contrário de outras investigações, a PJ não nos passou a perna".
Com a investigação da PJ já em curso, e após várias notícias que revelavam uma discrepância entre os artigos furtados e os que tinham sido recuperados, em 14 de julho de 2018, o Presidente da República exige um melhor esclarecimento do ocorrido com armamento em Tancos:
Nota sobre desaparecimento de armamento em Tancos
O Presidente da República reafirma, de modo ainda mais incisivo e preocupado, a exigência de esclarecimento cabal do ocorrido com armamento em Tancos.
E tem a certeza de que nenhuma questão envolvendo a conduta de entidades policiais encarregadas da investigação criminal, sob a direção do Ministério Público, poderá prejudicar o conhecimento, pelos Portugueses, dos resultados dessa investigação. Que o mesmo é dizer o apuramento dos factos e a eventual decorrente responsabilização.

## Operação Húbris
Em 25 de setembro de 2018, numa operação do MP e da PJ, são detidos sete militares da PJM e da GNR suspeitos de terem forjado a recuperação do material em conivência com o presumível autor do roubo. Entre os detidos está o diretor da PJM e o comandante da GNR de Loulé, bem como um civil que é o principal suspeito do assalto. Nome de código da ação é "Operação Húbris", que significa Orgulho ou autoconfiança excessiva: arrogância; insolência.
Em 28 de setembro, o Tribunal de Instrução Criminal de Lisboa decreta prisão preventiva para o diretor da PJM, Luís Vieira, e para João Paulino, suspeito de ter arquitetado o assalto e de ter coordenado com a PJM a devolução do material. Os outros seis militares, da PJM e da GNR, ficaram em liberdade, embora sujeitos a termo de identidade e residência (TIR), suspensão do exercício de funções, proibição de contacto com os coarguidos e com quaisquer militares das Forças Armadas, da GNR e elementos da PJM.
Em 1 de outubro, o Major Vasco Brazão regressa a Portugal da República Centro Africana (onde estava em missão militar) e é detido para interrogatório. Fica também sujeito a TIR.
Em 10 de outubro, o Tenente-general Martins Pereira (ex-chefe de gabinete de Azeredo Lopes) confirma que lhe tinha sido entregue, pelo ex-porta-voz da PJM e pelo ex-diretor daquela polícia, o memorando a confirmar a existência do informador, numa reunião no seu gabinete. No debate quinzenal na Assembleia da República, o Primeiro-Ministro diz que não conhece o documento e afirma que Azeredo Lopes também não.

## Resultado

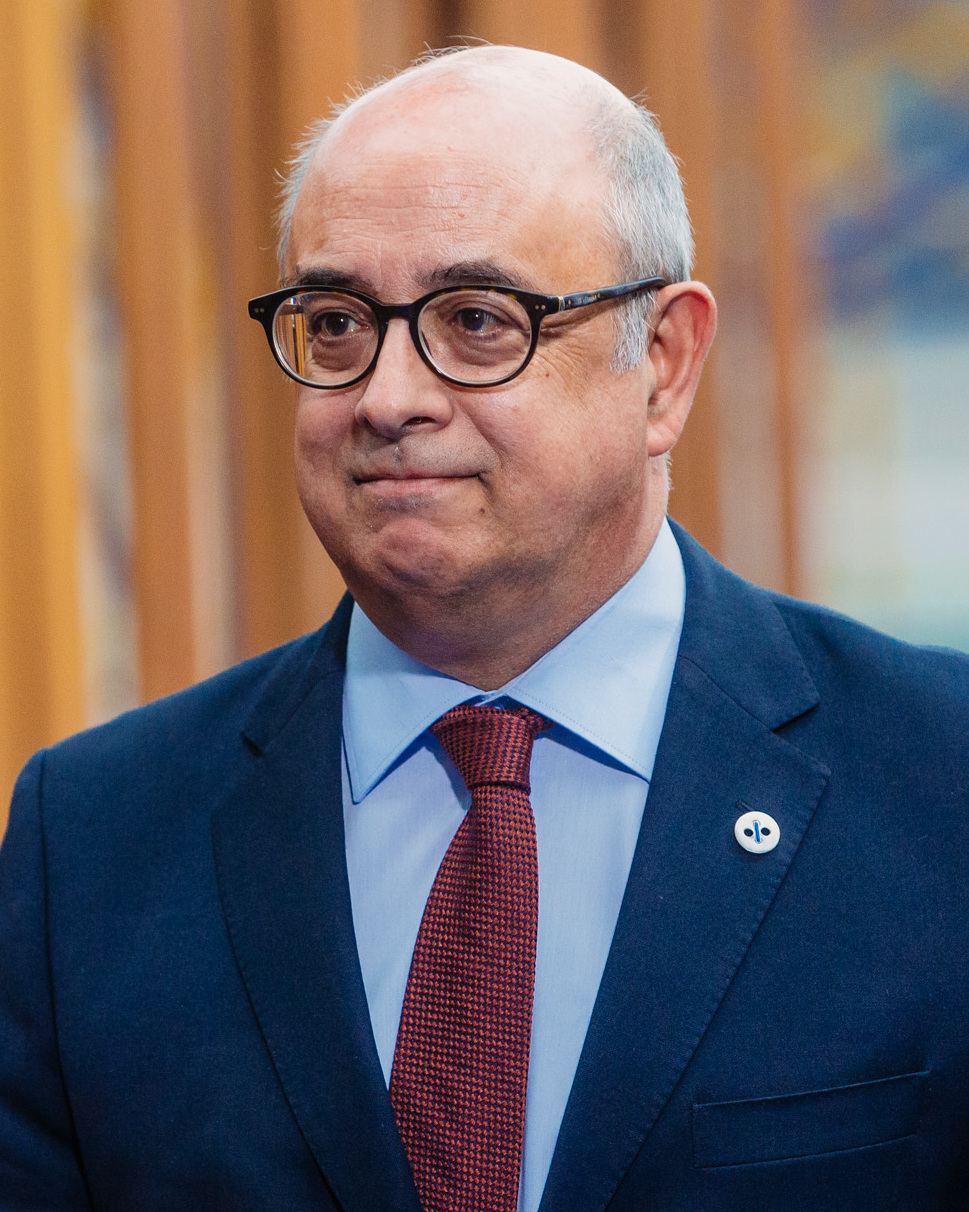
O ex-Ministro da Defesa Nacional Azeredo Lopes, demitido na sequência do Caso de Tancos, é o arguido com maior notoriedade.

O Caso dos Paióis de Tancos resultou na demissão dos detentores de notórios cargos de chefia. Na sequência desta investigação, o MP deduziu ainda acusação contra 23 arguidos, no processo que juntou a investigação do assalto a Tancos e a encenação para a sua recuperação.

### As demissões
José Alberto de Azeredo Ferreira Lopes, ex-Ministro da Defesa Nacional
Em 12 de outubro de 2018, 471 dias depois do assalto, Azeredo Lopes demitu-se do cargo de Ministro da Defesa Nacional, afirmando querer evitar que as Forças Armadas sejam "desgastadas pelo ataque político" e pelas "acusações" de que diz estar a ser alvo por causa do processo de Tancos. Foi substituído por João Titterington Gomes Cravinho.
Em 15 de julho de 2019, foi constituído arguido pelo MP, alegando que este teve "pleno conhecimento" de que elementos da Polícia Judiciária Militar, como o então diretor Luís Vieira e o porta-voz Vasco Brazão, e militares da GNR de Loulé, "fizeram várias diligências junto de um indivíduo que estava na posse do material subtraído e com quem negociaram a entrega do mesmo, contra a promessa da sua impunidade."
Azeredo Lopes terá sido informado por Luís Vieira a 4 de agosto de 2017, segundo os procuradores, do plano da PJM de negociar a entrega das armas. O ex-titular da pasta da Defesa considera a medida "absolutamente inexplicável" e acreditava que nada de "ilegal" ou "incorreto" fez e que seria "completa e absolutamente ilibado".
General Frederico José Rovisco Duarte, ex-Chefe do Estado-Maior do Exército,
Em 17 de outubro, o Chefe do Estado-Maior do Exército, Rovisco Duarte, pede exoneração do cargo, invocando "razões pessoais", numa carta que dirigiu ao Presidente da República (Comandante Supremo das Forças Armadas). Na rede interna do Exército, Rovisco Duarte justifica a sua decisão dizendo que "circunstâncias políticas assim o exigiram".

### Os acusados

#### Ex-Ministro da Defesa Nacional
- José Alberto de Azeredo Ferreira Lopes — Denegação de justiça, prevaricação, abuso de poderes;[43][44][45][46][47][48][49][17]

#### Assaltantes (ou diretamente ligados ao assalto)
- João Paulino — Associação criminosa, tráfico e outras atividades ilícitas, terrorismo, detenção de cartuchos e munições proibidos;
- António José Laranginha — Associação criminosa, tráfico e mediação de armas e terrorismo;
- Fernando Santos "Baião" — Associação criminosa, tráfico e mediação de armas e terrorismo;
- Filipe Sousa — Associação criminosa, tráfico e mediação de armas e terrorismo;
- Gabriel Moreira "Tije" — Associação criminosa, tráfico e mediação de armas e terrorismo;
- Pedro Marques — Associação criminosa, tráfico e mediação de armas e terrorismo;
- Valter Abreu "Pisca" — Associação criminosa, tráfico e mediação de armas e terrorismo;
- João Pais "Caveirinha" — Associação criminosa, tráfico e mediação de armas e terrorismo:
- Jaime Oliveira — Associação criminosa, tráfico e mediação de armas.[17][59][60][61]

#### Polícia Judiciária Militar
Coronel dos Comandos Luís Vieira (ex-diretor da PJM) — Associação criminosa, tráfico e mediação de armas, falsificação de documento, denegação de justiça, favorecimento pessoal praticado por funcionário;
Major Vasco Cavaleiro da Cunha Brazão (Investigador-chefe    ) — Associação criminosa, tráfico e mediação de armas, falsificação de documento, denegação de justiça, favorecimento pessoal praticado por funcionário;
Major Roberto Carlos Pinto da Costa (investigador-chefe) — Associação criminosa, tráfico e mediação de armas, falsificação de documento, denegação de justiça, favorecimento pessoal praticado por funcionário;
Sargento-Chefe José Carlos Costa (investigador) — Associação criminosa, tráfico e mediação de armas, falsificação de documento, denegação de justiça, favorecimento pessoal praticado por funcionário;
Primeiro-Sargento (GNR) Mário Lage de Carvalho (investigador) — Associação criminosa, tráfico e mediação de armas, falsificação de documento, denegação de justiça, favorecimento pessoal praticado por funcionário;
Nuno Reboleira (coordenador do Laboratório de Polícia Técnico-Científica) — Associação criminosa, tráfico e mediação de armas, falsificação de documento, denegação de justiça, favorecimento pessoal praticado por funcionário.

#### Guarda Nacional Republicana
Coronel Taciano Alfredo Teixeira Correia (diretor da Investigação Criminal da GNR) — Associação criminosa, tráfico e mediação de armas, falsificação de documento, denegação de justiça, favorecimento pessoal praticado por funcionário;
Coronel Amândio Manuel de Jesus Marques (21 de Janeiro de 2000) — Associação criminosa, tráfico e mediação de armas, falsificação de documento, denegação de justiça, favorecimento pessoal praticado por funcionário;
Tenente-Coronel Luís Sequeira (chefe da Secção de Informações e Investigação Criminal da GNR do Algarve) — Associação criminosa, tráfico e mediação de armas, falsificação de documento, denegação de justiça, favorecimento pessoal praticado por funcionário;
Guarda Bruno Ataíde (Núcleo de Investigação Criminal da GNR de Loulé) — Associação criminosa, tráfico e mediação de armas, falsificação de documento, denegação de justiça, favorecimento pessoal praticado por funcionário;
Sargento Caetano Lima Santos (chefe do NIC da GNR de Loulé) — Associação criminosa, tráfico e mediação de armas, falsificação de documento, denegação de justiça, favorecimento pessoal praticado por funcionário;
Guarda José Gonçalves (investigador do NIC de Loulé) — Associação criminosa, tráfico e mediação de armas, falsificação de documento, denegação de justiça, favorecimento pessoal praticado por funcionário.

### Julgamento
O julgamento iniciou-se a 2 de novembro de 2020. O debate instrutório estava marcado para os dias 2 e 3 de abril de 2020. No entanto, em março de 2020, a fase de instrução foi adiada sine die, devido à pandemia de COVID-19. Depois de ter comunicado à defesa dos 23 arguidos acusados no caso de Tancos que iria adiar o debate instrutório sem data, o juiz Carlos Alexandre decidiu antecipar-se ao fim do prazo de prisão preventiva de sete arguidos que continuavam presos e mandou libertá-los.
Em 26 de junho de 2020 foi decidido que os 23 arguidos iriam todos a julgamento. Nove dos arguidos são acusados de planear e executar o furto do material militar dos paióis nacionais e os restantes 14, entre os quais Azeredo Lopes e os dois elementos da PJM, da encenação que esteve na base da recuperação do equipamento.
Em 16 de Outubro de 2020, o principal arguido no caso do furto das armas de Tancos, João Paulino, entregou à Polícia Judiciária as munições e as granadas que faltavam recuperar do material retirado dos paióis. João Paulino, ex-fuzileiro, tinha proposto no início de outubro ao tribunal de Santarém devolver o material em falta e o pedido foi autorizado pelos juízes do processo e pelo Ministério Público. Segundo a lei, esta iniciativa do arguido, que segundo o Ministério Público foi o mentor do assalto aos paióis, poderá beneficiá-lo em julgamento, designadamente com uma atenuação da pena, por colaborar para a descoberta da verdade.
Em 8 de março de 2021, o Tribunal de Santarém revelou que Paulo "Fechaduras" Lemos, testemunha-chave no processo (tendo previamente sido constituído arguido do mesmo) se encontraria em parte incerta, sendo incapaz de o notificar para depor, por este não se encontrar em nenhuma das residências comunicadas ao Tribunal.

### Condenação
Em 7 de janeiro de 2022, foi conhecida a sentença do caso do furto de armas dos paióis de Tancos e consequente encenação de recuperação do armamento. Dos 23 arguidos, apenas 11 foram condenados. Os crimes de associação criminosa e tráfico de armas não ficaram provados, pelo que não se pôde imputar a nenhum dos arguidos, por falta de provas. João Paulino, o autor confesso do furto, foi condenado por terrorismo, assim como outros dois arguidos Hugo Santos e João Pais. João Paulino foi condenado a oito anos de prisão efetiva por terrorismo e tráfico de estupefacientes.
Apenas três arguidos, João Paulino, Hugo Santos e João Pais foram condenados a penas de prisão efetiva, com Hugo Santos condenado a seis anos de cadeia por tráfico de droga. O antigo diretor da Polícia Judiciária Militar Luís Vieira, foi condenado a 4 anos de prisão com pena suspensa pelo crime de favorecimento pessoal e o ex-porta-voz desta instituição militar, Vasco Brazão, foi condenado a cinco anos de prisão com pena suspensa pelos crimes de falsificação de documentos e favorecimento pessoal. O ex-ministro da defesa, Azeredo Lopes, foi absolvido de todos os quatro crimes de que estava acusado: denegação de justiça, prevaricação, abuso de poder e favorecimento pessoal. O ex-porta-voz da PJ Militar, o major Vasco Brazão, foi condenado a cinco anos com pena suspensa, pelos crimes de falsificação de documentos e favorecimento pessoal. Alguns arguidos foram absolvidos do crime de tráfico de estupefacientes, tendo a prova produzida sido considerada insuficiente pelo tribunal. A maior parte dos militares da GNR acusados no processo foi condenada a penas suspensas por falsificação de documento e favorecimento pessoal. Vários arguidos foram condenados por favorecimento pessoal praticado por funcionário. O tribunal considerou ainda que Azeredo Lopes não teve conhecimento da investigação paralela ao caso.

#### Recurso
O advogado do autor confesso do furto de armas dos paióis de Tancos alegou em Janeiro de 2023 ao Tribunal da Relação de Évora a “nulidade insanável” da investigação do caso e pediu a redução de pena do seu cliente. Melo Alves admitiu ainda a possibilidade de um novo julgamento sobre o caso, por considerar que podem existir motivos do “ponto de vista jurídico”, pois a Polícia Judiciária Militar (PJM) e a GNR fizeram uma “investigação paralela” ao seu cliente, na fase de inquérito, sem promoção do Ministério Público (MP). O advogado de Rui Paulino argumentou que as declarações do seu cliente “foram muito importantes” para o processo e lembrou que o arguido colaborou e devolveu o material furtado, pelo que deveria beneficiar de uma pena atenuada.
O Tribunal da Relação de Évora anulou em fevereiro de 2023 o acórdão do julgamento do processo de Tancos. Foi também declarada a nulidade da utilização de prova obtida através de metadados, considerando que os factos dados como provados em muitos pontos do processo se encontram irremediavelmente afetados e devem ser reequacionados. A decisão de anular o acórdão vai obrigar o tribunal de primeira instância a reformular a decisão, retirando a parte relativa aos metadados.

## Outras polémicas

### Cobertura jornalística do local errado
Devido ao difícil acesso aos PNT (localizados numa zona de arvoredo, no final de uma via de terra batida), longe da vista dos acessos principais de Tancos (Estrada Nacional n.º 3 e A-23), as primeiras coberturas fotográficas e audiovisuais foram levadas a cabo, por equívoco, em frente às Unidades Militares localizadas nas imediações dos PNT, por erro dos jornalistas envolvidos, equivocados quanto à sua real localização. Desta forma, o local do furto foi originalmente ilustrado com imagens e filmagens levadas a cabo em frente ao Quartel-General da BRR, no Regimento de Paraquedistas e no Regimento de Engenharia 1. Este erro levou à indignação dos militares destas unidades, principalmente, dos paraquedistas, por serem erroneamente relacionados com o furto (os militares de sentinela aos PNT na noite do furto eram provenientes do RE1, e não tinham a especialidade de paraquedista) e várias notícias relacionadas com o caso.
De igual forma, a expressão "base de Tancos" foi amplamente utilizada para descrever tanto os PNT, como qualquer um dos Regimentos anteriormente referidos (a expressão "base" descreve unidades militares da Força Aérea, sendo que no exército estas são conhecidas como "quartéis"), transmitindo a ideia de que se trata de uma só unidade, ou que os diferentes factos ocorreram todos no mesmo sítio.